# Sas van Gent
Sas van Gent es una localidad del municipio de Terneuzen, en la provincia de Zelanda (Países Bajos). Está situada unos 30 km al sur de Flesinga, en la frontera con Bélgica. En 2001 contaba con una población de 3 840 habitantes.
Fue parte de los Países Bajos de los Habsburgo y Españoles, en 1577 fue ocupada por los neerlandeses hasta su recuperación por parte de las tropas españolas en 1583, las Provincias Unidas la tomarían definitivamente el 5 de septiembre de 1644.
Hasta 2003 contó con municipio propio.